# Toy (Yello)
Toy è il tredicesimo album in studio del gruppo di musica elettronica svizzero Yello, pubblicato nel 2016.

## Tracce
1. Frautonium Intro – 1:10
2. Limbo – 3:23
3. 30,000 Days – 4:05
4. Cold Flame (featuring Malia) – 4:02
5. Kiss the Cloud (featuring Fifi Rong) – 3:14
6. Pacific AM – 3:23
7. Starlight Scene – 3:17
8. Give You the World (featuring Malia) – 3:32
9. Tool of Love – 3:12
10. Dialectical Kid – 3:18
11. Dark Side – 4:15
12. Blue Biscuit – 3:36
13. Magma – 6:27
14. Frautonium – 4:21